# Tilloy-et-Bellay
Tilloy-et-Bellay település Franciaországban, Marne megyében. Lakosainak száma 234 fő (2022. január 1.). Tilloy-et-Bellay Auve, La Croix-en-Champagne, Saint-Remy-sur-Bussy és Somme-Vesle községekkel határos.

## Népesség
A település népessége az elmúlt években az alábbi módon változott:
| Lakosok száma | 164  | 205  | 224  | 224  | 222  | 212  | 219  | 233  | 233  | 234  |
|               | 1968 | 1982 | 1990 | 2006 | 2013 | 2015 | 2017 | 2019 | 2020 | 2022 |